# لیزا مکسول (بازیگر)
لیزا ماکسول (زاده ۲۴ نوامبر ۱۹۶۳) یک هنرپیشه، مجری تلویزیونی و خواننده انگلیسی است که بیشتر برای بازی در فیلم The Bill در نقش سامانتا نیکسون شناخته می‌شود. بین سال‌های ۲۰۰۹ تا ۲۰۱۴، او یکی از اعضای منظم میزگرد در سریال‌های چت ITV بود. ماکسول در نوامبر ۱۹۶۳ در منطقه فیل و قلعه در جنوب لندن در جنوب لندن متولد شد. ماکسول در آکادمی هنرهای تئاتر ایتالیا کونتی تحصیل کرد، و اولین بار در سن ۱۱ سالگی در تلویزیون در یک برنامه مدرسه ای به نام A Place Like Home بازی کرد.